# Liernolles
Liernolles és un municipi francès del departament de l'Alier, a la regió d'Alvèrnia-Roine-Alps.